# Chiddy Bang
Chiddy Bang är en amerikansk hiphopgrupp från Philadelphia, Pennsylvania. Gruppen består av Chidera "Chiddy" Anamege (född 21 februari 1987) och Noah "Xaphoon Jones" Beresin (född 3 mars 1987). De båda träffades på Drexel University i Philadelphia. Duons sound är baserad på en sammanslagning av hiphop och unika val av samplingar från olika band/musiker inom alternativ musik, som exempelvis Radiohead, Sufjan Stevens, Passion Pit och MGMT.

## Karriär
Gruppen fick sitt genombrott genom den populära musikbloggen Pretty Much Amazing, som i februari 2009 uppmärksammade fem låtar som Chiddy Bang hade på sin MySpace-sida. Gruppen nämndes efter det flitigare i olika musikbloggar och i lokala colleges, toppat med en spelning i Swarthmore College, i april 2009, som drog till sig noterbart mycket publik. Pretty Much Amazing fortsatte regelbundet att ge ut nya låtar med gruppen, och i november 2009 släppte gruppen mixtapen "The Swelly Express". I den mixtapen berättade duon om sina erfarenheter med att försöka göra sig till ett namn inom musikindustrin. Mixtapen nådde snabbt popularitet på internet, och i januari 2010 skrev Chiddy Bang skivkontrakt med EMI.
Deras första kommersiella singel blev "Opposite of Adults", som samplar MGMT's 'Kids'. Singeln släpptes 21 februari 2010 i Storbritannien (Låten hade tidigare släppts på internet under namnet 'Kids', i april 2009). På UK Singles Chart nådde låten plats 12. "Opposite of Adults" släpptes 20 april 2010 i USA.
Deras nästa större utgivning blev mini-mixtapen Air Swell. Den mixtapen samplar ett urval av gruppens favoritartister/grupper i Storbritannien, som exempelvis Gorillaz, Ellie Goulding, Kate Nash, Hot Chip och Tinie Tempah.

## Diskografi

### Studioalbum
- Breakfast (21 februari 2012)

### EP
- The Opposite of Adults EP (2010)
- Chiddy Bang: The Preview (oktober 2010)

### Mixtapes
- The Swelly Express (2009)
- Air Swell (2010)
- Peanut Butter and Swelly (2011)

### Singlar
(första två från Chiddy Bang: The Preview. Sista två från Breakfast)
- "Opposite of Adults" (Plats 8 på UK Singles Chart)
- "Truth" (Plats 50 på UK Singles Chart)
- "Mind Your Manners"
- "Ray Charles"

### Musikvideor
- The Opposite of Adults (Kids) (2010)
- Truth (2010)
- Pass Out (11 maj 2010)
- Sooner Or Later (30 juni 2010)
- Dream Chasin (19 juli 2010)
- The Good Life (17 september 2010)
- Too Fake (Med Big Sean) (2011)
- Ray Charles (2012)
- By Your Side (2012)